# هارلاند براون
هارلاند براون (بالإنجليزية: Harland Braun)‏ هو محامي أمريكي، ولد في 21 سبتمبر 1942 في نيويورك في الولايات المتحدة.